# Iglesia de la Inmaculada Concepción (Grand-Bourg)
La Iglesia de la Inmaculada Concepción (en francés: Église de l'Immaculée-Conception) es el nombre que recibe un edificio religioso afiliado a la iglesia católica ubicado en Grand- Bourg en la isla de Marie-Galante en el departamento de Guadalupe una dependencia de Francia en el Mar Caribe.
La iglesia fue construida entre 1827 y 1847 en el centro de la ciudad de Grand - Bourg , en Marie- Galante para ser la sede de la parroquia de Grand- Bourg erigida en 1660. Su fiesta principal se celebra el 8 de diciembre.
Se clasificó y protegió el 25 de julio de 1979 como monumento histórico de Francia.
En abril de 2013, cinco campanas de la iglesia fueron registrados para ser restauradas junto con la torre.